# Charlie Bramley
Charles Bramley (1870–1916) là một cầu thủ bóng đá người Anh thi đấu ở Football League cho Notts County.